# Marcelino Vergara
Marcelino Vergara Larralde, llamado Vergara I, (Echalar, Navarra, 16 de mayo de 1943 - San Sebastián, Guipúzcoa, 10 de octubre de 2010) fue un jugador español de pelota vasca en la modalidad de mano, que recibía el apodo del mozo de Echalar. Hermano del también pelotari, Salvador Vergara, conocido como Vergara II.
Marcelino Vergara destacó en aficionados proclamándose campeón de España y del mundo de parejas en 1962. Tras estos éxitos pasó a profesionales de manos de la empresa Eskulari, donde marcó varios hitos en la pelota navarra, siendo el primero en ganar una txapela, al proclamarse campeón en el manomanista de segunda categoría en 1965 y siendo el primero en participar en el manomanisa de 1ª categoría, competición que disputó hasta en nueve ocasiones, llegando a alcanzar las semifinales.

## Finales del manomanista de 2ª Categoría
| Año  | Campeón   | Subcampeón  | Tanteo | Fronton  |
| ---- | --------- | ----------- | ------ | -------- |
| 1963 | Elgea     | Vergara I   | 22-14  | Astelena |
| 1965 | Vergara I | Andueza III | 22-17  | Beotibar |